# Farlowella acus
Farlowella acus  è un pesce d'acqua dolce appartenente alla famiglia Farlowella.
Questo pesce simile a un bastoncino è particolarmente lungo e slanciato, con il muso a punta, e riesce a dissimularsi fingendosi appunto un pezzetto di legno affondato. Vive in fiumi a corso lento e si ciba principalmente di alghe dopo che calano le tenebre, mentre di giorno resta fermo, sfruttando la sua capacità mimetica. La femmina depone le uova sul fondo e il maschio le difende fino a quando non si schiudono.

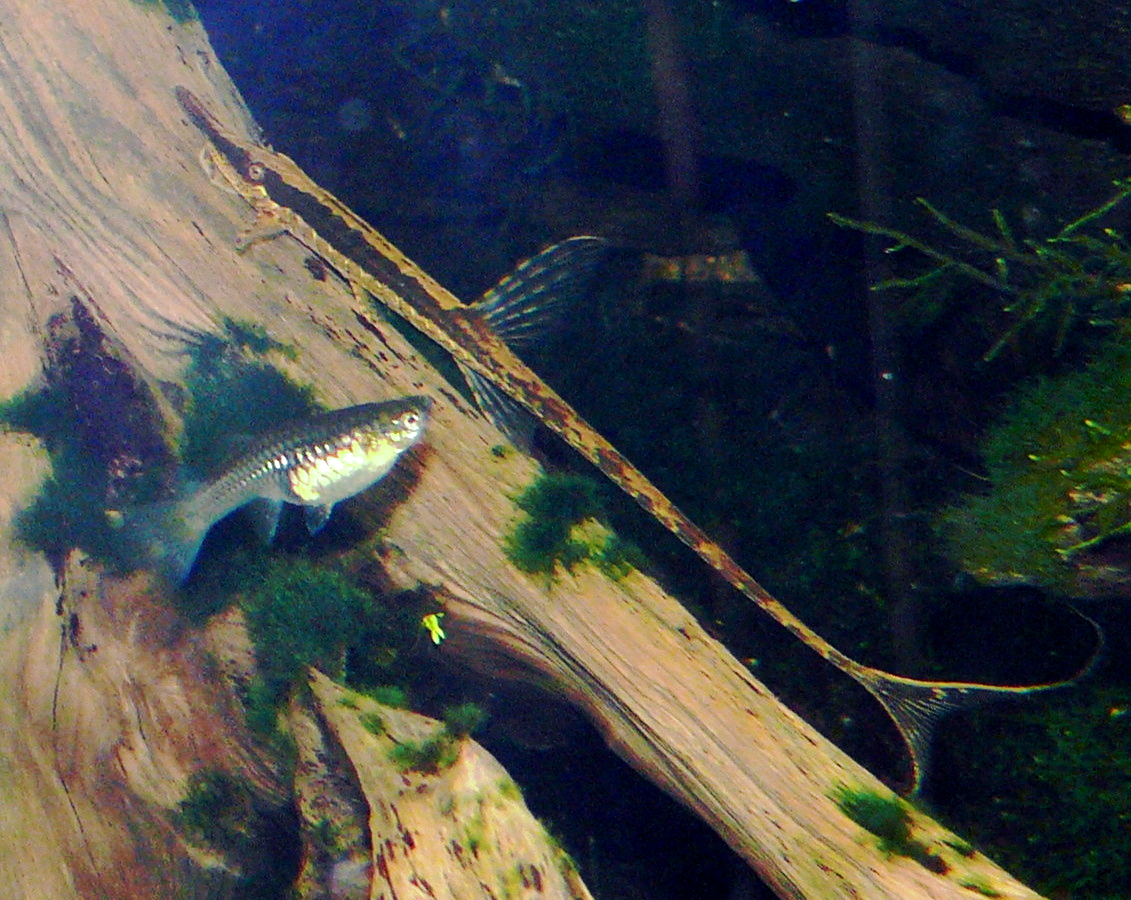

## Distribuzione e Habitat
Areale Sud America, bacini del Lago Valencia e del fiume Torito.
Habitat demerso, acqua dolce. Clima tropicale.

## Descrizione
Il pesce ago ha un corpo allungato con un naso a punta, ha una colorazione giallina. Convive con tutti i pesci della famiglia Loricariidae, Characidae e Poeciliidae. La sua dieta è del tutto vegetariana.
Lunghezza Fino a 16 cm
Temperatura 24-26°C